# ۳۱۷ (میلادی)
۳۱۷ (میلادی) سیصد  و هفدهمین سال تقویم میلادی است.

## زادگان
- ۷ اوت - کنستانتیوس دوم، امپراتور روم

## درگذشتگان
- والریوس والنس، امپراتور روم

‎